# Île Iguana
L'île Iguana est une île du Panama, appartenant administrativement à la  province de Los Santos, dans le golfe de Panama et à la pointe de la péninsule d'Azuero.

## Description
L'île est composée de roches basaltiques intrusives, le produit d'éruptions volcaniques sous-marines. Elle a été déclarée réserve naturelle en 1981 et l'île attire des scientifiques, des biologistes et des touristes. L’île abrite quelque 5 000 frégates que l’on peut voir survoler l’île.
Sur ses côtes se trouve l'un des principaux récifs coralliens du Panama. Cette caractéristique confère que ses plages sont de sable blanc, produit de l’érosion du squelette du corail et habitées par une grande variété d’invertébrés, en particulier de crabes.
L'une des caractéristiques les plus importantes de l'île Iguana est la présence permanente ou migratoire de cétacés tels que la baleine à bosse, bien que les dauphins soient également fréquents, parmi lesquels le dauphin tacheté pantropical (Stenella attenuata) et le grand dauphin (Tursiops truncatus). On y trouve aussi le crabe ermite, le boa constricteur et l'iguana

## Zone protégée
En 1977, l'île a été déclarée parc naturel sur une superficie de 1.1 km²

## Galerie
|            |
| Île Iguana |

|        |
| Iguana |